# 정제승
정제승(1990년 1월 25일 ~ )은 대한민국의 전직 리그 오브 레전드 프로게이머이다. 프로게임단 지도자로 활동했다. 아이디는 Noex, 포지션은 정글이었다.

## 선수 시절
2012년 7월, 제닉스 템페스트에 입단했다. 2013년 중 팀을 퇴단했다.

## 지도자 생활
2015년 3월, CJ 엔투스의 코치로 부임했다.
2016시즌을 앞두고 아프리카 프릭스의 코치로 부임했다.
2017시즌을 앞두고 KT 롤스터의 코치로 부임했다. 2018 서머 시즌 팀의 롤챔스 우승에 기여했다.
2020시즌을 앞두고 팀 WE의 코치로 부임했다.

## 수상 내역

### 지도자
- 리그 오브 레전드 챔피언스 코리아 스프링 2017 준우승
- 2017 LoL KeSPA컵 우승
- 리그 오브 레전드 챔피언스 코리아 서머 2018 우승
- 리그 오브 레전드 월드 챔피언십 2018 8강